# Nuur ud-Din

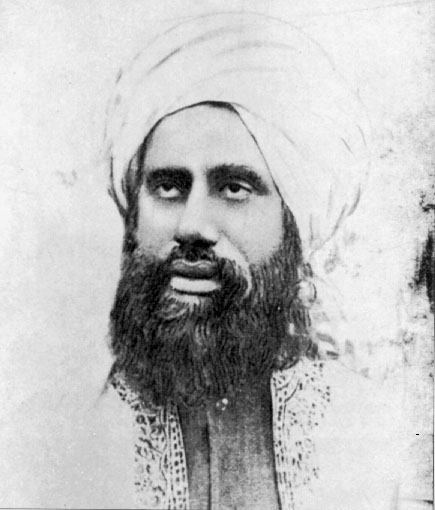
Khalifat ul-Massih I.

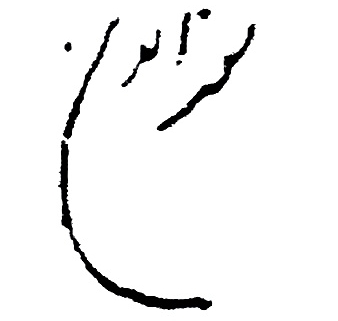
Unterschrift von Nuur ud-Din

Al-Hajj Hafiz Hakim Mawlawi Nuur ud-Din (Urdu نورالدین DMG Nūr ad-Dīn, deutsch ‚Licht der Religion‘; geboren 1841 in dem Dorf Bhera, Punjab; gestorben am 13. März 1914 in Qadian, Indien) war als Leibarzt eines Maharadschas bekannt. Nach seinem Beitritt zur Ahmadiyya-Bewegung wurde er als Autor und Theologe tätig. Am 27. Mai 1908 wurde er zum Khalifat ul-Massih I. gewählt.

## Familie
Nuur ud-Din leitete seine Herkunft von Umar ibn al-Chattab ab. Seine Vorfahren ließen sich nach der Migration aus Medina in Balch nieder. Während der Feldzüge Dschingis Khans immigrierten seine Ahnen von Kabul zunächst Richtung Multan und später nach Behra. Sein Vater, Hafiz Ghulam Rasul war ein Sunnit. Von seiner Mutter Nuur Bakht erlernte er den Koran. Nuur ud-Din war das jüngste Kind von insgesamt neun Geschwistern, sechs Brüder und zwei Schwestern.
Nuur ud-Dins erste Heirat war im Jahre 1871 mit Fatima Bibi, die bereits 1905 starb. Seine zweite Heirat war 1889 auf Anregung Mirza Ghulam Ahmads in Ludhiāna mit der Tochter von Sufi Ahmad Jan Sahib (bei dem das erste Baiat abgehalten wurde), Sughra Begum. Sie starb im Jahre 1955 in Rabwah. Am 1. August 1901 wurde seine Tochter Amtul Hai geboren, die Mirza Baschir ud-Din Mahmud Ahmad heiratete, den späteren zweiten Khalifat ul-Massih. Er hatte vier Söhne die länger lebten, nebst einigen die früh starben. Die vier Söhne sind: Abdul Hayy, Abdul Salam Umar, Abdul Wahab Umar und Abdul Manan Umar.

| Abstammungslinie                                |
| ----------------------------------------------- |
| Al-Hajj Hafiz Hakim Mawlawi Nuur ud-Din         |
| Panaah Hafiz Ghulam Rasul                       |
| Ghufraan Pannah Hafiz Ghulam Muhammad           |
| Hafiz Moizz-ud-Din                              |
| Fadhelaat Panaah Hafiz Fakhr-ud-Din             |
| Kamalaat Dastgaah Hafiz Abdur Rabb              |
| Maarif Dastgaah Hafiz Yaar Muhammad             |
| Haqaaiq Maab Hafiz Abdul Aziz Maghfur           |
| Hafiz Nasrullah                                 |
| Hafiz Abdul Naseer                              |
| Hafiz Abdul Ghani                               |
| Shariat Panaah Qaadhi Abdut Rahman              |
| Sheikh Badr-ud-Din                              |
| Sheikh Bahaa-ud-Din Makhzan-l-Asraar            |
| Sheikh Sulema                                   |
| Sheikh Jamal-ud-Din                             |
| Shuaib                                          |
| Ahmad                                           |
| Sheikh Yusuf                                    |
| Sheikh Muhammad                                 |
| Sheikh Shahab-ud-din                            |
| Sheikh Ahmad Al-Maroof Hafiz Mahmood            |
| Sheikh Farruk Shah Kaabli Quddus Sirrah Al-Aziz |
| Naseer-ud-Din                                   |
| Sheikh Mahmood                                  |
| Sheikh Abdul Saame                              |
| Sheikh Masood                                   |
| Abdullah                                        |
| Waaiz Asghar                                    |
| Waaiz Akbar                                     |
| Sheikh Fateh Muhammad Khan                      |
| Sheikh Ishaaq                                   |
| Sultan Ibrahim                                  |
| Naseer-ud-Din                                   |
| Sultan ul-Mashaaikh Sheikh Abdullah             |
| Umar ibn al-Chattab                             |

## Leben
Allgemeinbildung

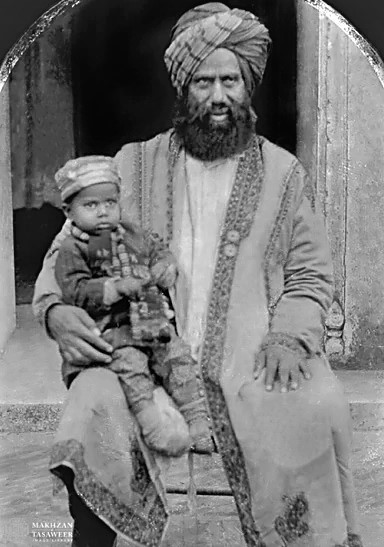
Nuur ud-Din mit seinem Sohn Abdul Hayy

Nuur ud-Din reiste in seiner Jugend für zwei Jahre nach Lahore, um sich die persische Sprache anzueignen. Anschließend machte ihn sein älterer Bruder Sultan Ahmad in seinem Geburtsort Behra mit der arabischen Sprache vertraut. Nachdem er diese studiert hatte, ging er ein weiteres Mal nach Lahore, wo er 1858 sein Medizinstudium begann. Er brach sein Studium schon nach kurzer Zeit ab, da er an einer Schule in Rawalpindi angenommen wurde. Mit 17 Jahren begann er sein Studium in Erziehungswesen und absolvierte den Diplomabschluss innerhalb von vier Jahren. Kurz darauf erhielt er im Alter von 21 Jahren eine Stelle als Rektor an einer Schule in Pind Dadan Khan (in der Nähe von Behra). Er bekleidete dieses Amt für vier Jahre.
Theologie und Heilkunst Ausbildung
Er lernte noch für ein weiteres Jahr arabisch und ging anschließend nach Rampur, was damals als Zentrum des religiösen Wissens galt. Der Gelehrte und Grammatiker „Mawlawi Ghulam Nabi“ verlieh Nuur ud-Din bereits während seines Studiums den „Mawlawi-Titel“. Als Nächstes reiste er nach Lakhnau, um beim Mediziner „Hakim Ali Hussain“ in die Lehre zu gehen. Derweilen bekam er eine Stelle als Arzthelfer in Rampur. Er begab sich gemeinsam mit seinem Lehrer nach Rampur und innerhalb von etwa zwei Jahren beendete er sein Studium und wurde Hakim.
Pilgerfahrt
Nuur ud-Din reiste 1865 zum ersten Mal nach Medina und Mekka und nahm auch an der Pilgerfahrt teil. Bis 1866 blieb er dort und eignete sich religiöses Wissen an. 
Bhera
Als er zurückreiste, lehrte er in seiner Geburtsstadt Bhera seinen Genossen Hadithe und den Koran und eröffnete auch eine Praxis. Ab 1877 war er für viele Jahre als Leibarzt des Maharadscha in Jammu und Kaschmir tätig.

## Ahmadiyya
1885 las er zum ersten Mal etwas über Mirza Ghulam Ahmad und dies veranlasste Nuur ud-Din nach Qadian zu reisen. Als er sich dann mit Mirza Ghulam Ahmad traf, war er von seiner Wahrhaftigkeit überzeugt.
Am 23. März 1889 legte er als Erster das Treuegelöbnis (Baiat) bei Mirza Ghulam Ahmad ab. Er galt als ergebenster und hingebungsvollster Anhänger, über den Mirza Ghulam Ahmad sagte:

„Wie schön es wäre, wenn jeder meiner Anhänger Nuur ud-Din wären. Dies ist nur möglich wenn das Herz von jemand erleuchtet ist von dem Licht der Wahrheit und dauerhaften Glauben.“

### Wahl zum Kalifen
Nach dem Ableben des Gründers der Ahmadiyya, wählte die gesamte Gemeinschaft Nuur ud-Din zum ersten Khalifat ul-Massih. Alle Ahmadi-Muslime hielten das Treugelübde auf seine Hand, doch vor dem Baiat sagte er in einer Rede:

„Ich konnte es noch nie mit meinem Herzen vereinbaren, ein (spirituelles) Oberhaupt zu werden, […] doch wenn ihr das Treuegelübte auf meiner Hand abhalten wollt, so hört: Baiat heißt, sich zu verkaufen. Ihr werdet meinen Anweisung folge zu leisten haben. Wenn ihr damit einverstanden seid, so werde ich diese Verantwortung annehmen.“

### Opposition
Während seiner Amtszeit machte sich eine Opposition innerhalb der Gemeinde breit, welche Kritik am Kalifatsystem ausübte. Khwaja Kamal ud-Din war der Auffassung, dass alle Angelegenheiten der Gemeinde von der Sadr Anjuman entschieden werden sollen. Dieses Gremium solle nach dem Tod Mirza Ghulam Ahmads bis zur Ernennung des Musleh Maud als oberstes Entscheidungsorgan dienen und damit den Kalifen ersetzen.

### Leistungen
Unter seiner Leitung wurde in London der erste Versammlungsort der Ahmadiyya-Bewegung in Übersee eröffnet sowie der Koran ins Englische übersetzt und eine Reihe von Publikationen und Zeitschriften herausgebracht. Unter ihnen, die „Al-Fazl“ und „Nuur“ aus Qadian, „Al-Haque“ aus Delhi und „Paigham-e-Shulha“ aus Lahore. Auch errichtete man während seiner Amtszeit viele neue Gebäude in Qadian, wie die Nuur-Moschee (1910), die Talim ul-Islam High-School (weiterführende Schule, 1912) und das Nuur-Krankenhaus.
Weitere Projekte:
- Gründung der Dar ul-Zoafa (Wohnstätte für arme Leute)
- Ernennung von Missionaren
- Errichtung von Bait ul-Maal (Finanzsystem der Gemeinschaft)
- Errichtung des Langar Khana (Verpflegung)
- Gründung des Madrasa Ahmadiyya (Schule der Ahmadiyya)
- Errichtung einer öffentlichen Bibliothek

Nuur ud-Din stellte einen Antrag an den König Georg V., dass Muslime in Indien zwei Stunden von ihrer Arbeit befreit werden sollen, damit sie das Freitagsgebet verrichten können. Diesem Antrag wurde schließlich stattgegeben und die indischen Muslime konnten forthin unbeschwert dem Freitagsgottesdienst nachgehen.

## Werke
- Fasl ul-Khataab
- Tasdeeq-e-Baraheen-e-Ahmadiyya (Bestätigung von der Barahin-e-Ahmadiyya)
- Abtal Uluhiyyat-e-Massih
- Khatoot Jawab Shi’aa Wa Radd-e-Naskh-e-Quran
- Diniat ka pehla Risala (Grundlehrbuch der Religion)
- Mabad us-sarf-o-nehew
- Bajaz-e-Nuur-ud-Din (medizinische Rezepte)